# Punta Wordie
La Punta Wordie es una punta en la costa sudoeste de la isla Visokoi en el archipiélago Marqués de Traverse en las islas Sandwich del Sur. Se localiza a unos 3 kilómetros al sur de la punta Sulfuro. La Dirección de Sistemas de Información Geográfica de la provincia de Tierra del Fuego cita la punta en las coordenadas 56°45′01″S 27°16′59″O / -56.75028, -27.28306.
La punta fue cartografiada y nombrada por el personal del buque británico RRS Discovery II de Investigaciones Discovery en 1930, homenajeando a Sir James Wordie, explorador polar y geólogo escocés.
La isla nunca fue habitada ni ocupada, y es reclamada por el Reino Unido como parte del territorio británico de ultramar de las Islas Georgias del Sur y Sandwich del Sur y por la República Argentina, que la hace parte del departamento Islas del Atlántico Sur dentro de la provincia de Tierra del Fuego, Antártida e Islas del Atlántico Sur.